# Rhys Duggan
Pour les articles homonymes, voir Duggan.
Pas d'image ? Cliquez ici

a Compétitions nationales et continentales officielles uniquement.

b Matchs officiels uniquement.
Dernière mise à jour le 03 février 2016.
 Rhys John Llewellyn Duggan, né le 31 juillet 1972 à Rotorua (Nouvelle-Zélande), est un joueur de rugby à XV néo-zélandais qui a joué avec les All Blacks au poste de demi de mêlée (1,75 m pour 75 kg).

## Carrière

### Clubs et Provinces
- Clubs
  - 1996 : Wellington Hurricanes
  - 1998 : Otago Highlanders
  - 1997, puis 1999-2005 : Waikato Chiefs

- Provinces
  - Bay of Plenty
  - 1994-2004 : Waikato

### En équipe nationale
Il a joué avec l'équipe A de Nouvelle-Zélande en 1998-99.
Il a disputé un test match le 14 octobre 1999 contre l'équipe d'Italie, dans le cadre de la coupe du monde de rugby 1999.
De 1996 à 2002 il a joué avec l'équipe des Māori de Nouvelle-Zélande.

## Palmarès

### En club
- 72 matchs de Super 12

### En équipe nationale
- Quatrième de la Coupe du monde 1999

## Statistiques

### En équipe nationale
En 1999, Rhys Duggan compte 1 sélection avec les All-Blacks. Avec les Kiwis, il dispute une Coupe du monde en 1999.